# Drinak
Drinak falu Horvátországban, Tengermellék-Hegyvidék megyében. Közigazgatásilag Novi Vinodolskihoz tartozik.

## Fekvése
A horvát tengerpart északi részének közepén, Novi Vinodolskitól 7 km-re délkeletre, a tengerparttól  3 km-re a hegyek között fekszik.

## Története
1857-ben 138, 1910-ben 142 lakosa volt. 1920-ig Modrus-Fiume vármegye Novi járásához tartozott. 2011-ben 8 állandó lakosa volt.

## Lakosság
| Lakosság változása | Lakosság változása | Lakosság változása | Lakosság változása | Lakosság változása | Lakosság változása | Lakosság változása | Lakosság változása | Lakosság változása | Lakosság változása | Lakosság változása | Lakosság változása | Lakosság változása | Lakosság változása | Lakosság változása | Lakosság változása |
| ------------------ | ------------------ | ------------------ | ------------------ | ------------------ | ------------------ | ------------------ | ------------------ | ------------------ | ------------------ | ------------------ | ------------------ | ------------------ | ------------------ | ------------------ | ------------------ |
| 1857               | 1869               | 1880               | 1890               | 1900               | 1910               | 1921               | 1931               | 1948               | 1953               | 1961               | 1971               | 1981               | 1991               | 2001               | 2011               |
| 138                | 0                  | 156                | 142                | 126                | 142                | 173                | 153                | 91                 | 92                 | 76                 | 46                 | 15                 | 7                  | 10                 | 8                  |